# Ludovicus Torfs
 Ludovicus Torfs (Borsbeek, 18 februari 1839 – aldaar,  12 mei 1910) was een Belgisch politicus. Hij was burgemeester van Lint.

## Levensloop
Ludovicus Torfs was bierbrouwer.  Hij werd begin 1895 benoemd tot burgemeester van Lint als opvolger van de overleden Joannes Baptista Van Roy Voordien was hij schepen. Hij bleef burgemeester tot 1908 en werd vervangen door Petrus Laurentius Torfs.